# Dexia bivittata
Dexia bivittata là một loài ruồi trong họ Tachinidae.